# Aube
Aube (10; AFI: [ob]) es un departamento francés situado en la región de Gran Este. Su gentilicio francés es aubois.

## Geografía
- Limita al norte con el departamento del Marne, al este con Alto Marne, al sur con Côte-d'Or y Yonne y al oeste con Sena y Marne.
- Punto más alto: en la comuna de Champignol-lez-Mondeville (369m).
- Punto más bajo: La Motte-Tilly (60m).
- Mayor lago: Lac d'Orient, que incluye una reserva ornitológica. Forma parte del Parc Régional de la Forêt d'Orient.
- Principales ríos: Sena, Aube, Ource

## Demografía
| 1801    | 1831    | 1841    | 1851    | 1856    | 1861    | 1866    |
| ------- | ------- | ------- | ------- | ------- | ------- | ------- |
| 231.455 | 246.361 | 258.180 | 265.247 | 261.673 | 262.785 | 261.951 |
| 1872    | 1876    | 1881    | 1886    | 1891    | 1896    | 1901    |
| 255.687 | 255.217 | 255.326 | 257.374 | 255.548 | 251.435 | 246.163 |
| 1906    | 1911    | 1921    | 1926    | 1931    | 1936    | 1946    |
| 243.670 | 241.036 | 227.839 | 238.253 | 242.596 | 239.563 | 235.237 |
| 1954    | 1962    | 1968    | 1975    | 1982    | 1990    | 1999    |
| 240.797 | 255.099 | 270.325 | 284.823 | 289.300 | 289.207 | 292.131 |

Las principales ciudades del departamento son (datos del censo de 1999):
- Troyes: 60.958 habitantes, 128.945 en la aglomeración.
- Romilly-sur-Seine: 14.616 habitantes, 16.791 en la aglomeración.